# Shonisaurus
Genre
Espèces de rang inférieur
- Shonisaurus popularis Camp, 1976, espèce type
- Shonisaurus sikanniensis Nicholls & Manabe, 2004, (ex-Shastasaurus sikanniensis)

Shonisaurus est un genre éteint d'ichthyosaures géants, des reptiles marins de la famille des Shastasauridae, qui vivaient  dans ce qui est aujourd'hui l'Amérique du Nord. Les deux espèces rattachées au genre, Shonisaurus popularis et Shonisaurus sikanniensis, ont été découvertes respectivement au Nevada (États-Unis) et en Colombie-Britannique (Canada). Elles ont vécu durant le Trias supérieur, au cours du Carnien, il y a environ entre 237 et 227 Ma (millions d'années).
L'espèce Shonisaurus sikanniensis, décrite en 2004, atteint 21 mètres de long, ce qui en fait un des plus grands reptiles marins connus.

## Étymologie
Le nom Shonisaurus signifie « lézard de la montagne de Shoshone », en référence au lieu où il a été découvert dans le Nevada au sein de la formation géologique de Luning.

## Découverte et description

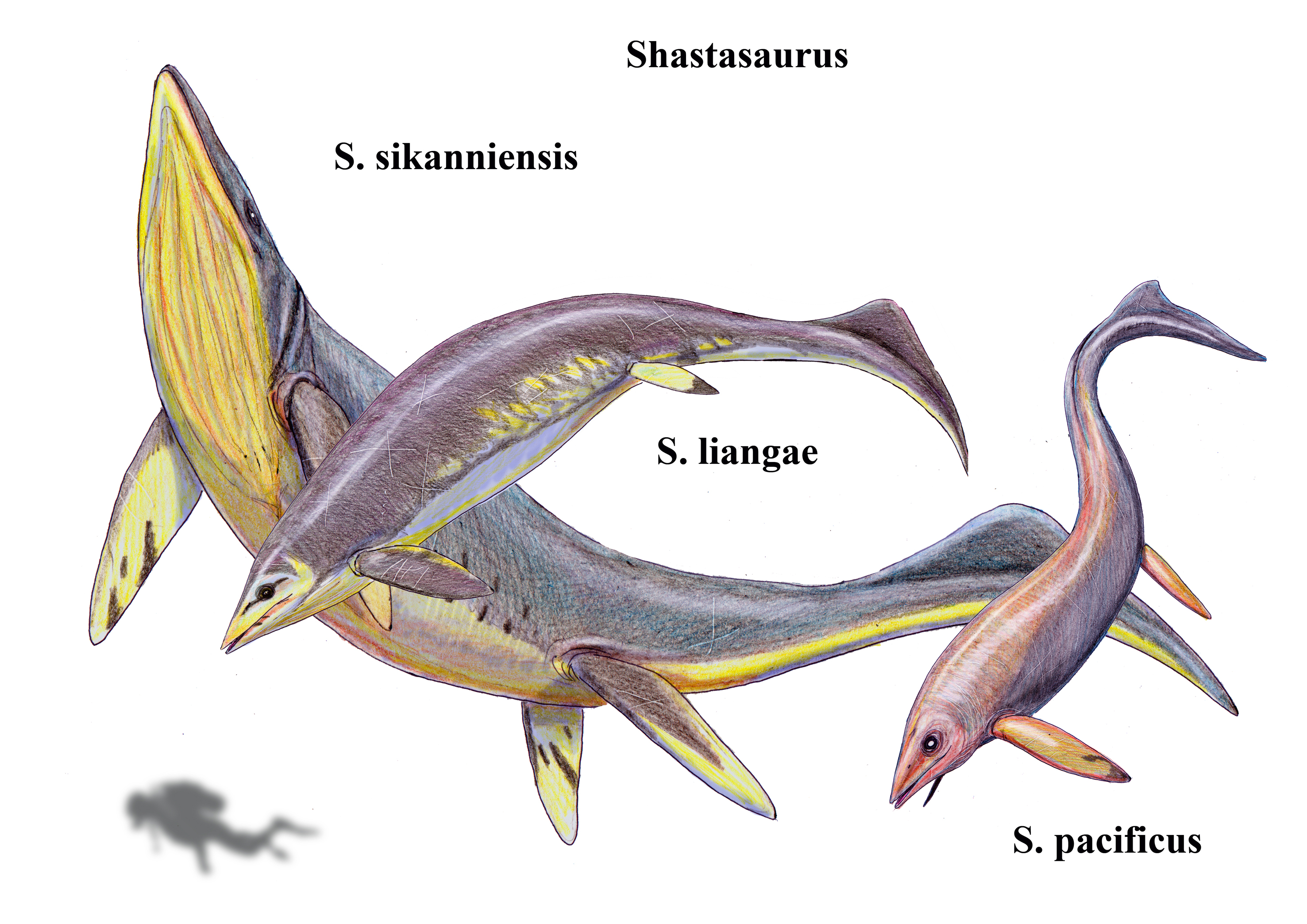
Comparaison de 3 espèces de grands Shastasauridae :
- Shonisaurus sikanniensis, ex-Shastasaurus sikanniensis (35 mètres de long),
* Guanlingsaurus liangae, ex-Shastasaurus liangae (8,30 mètres de long),
- Shastasaurus pacificus (6 mètres de long).
Dessin de Dimitri Bogdanov.

### Shonisaurus popularis

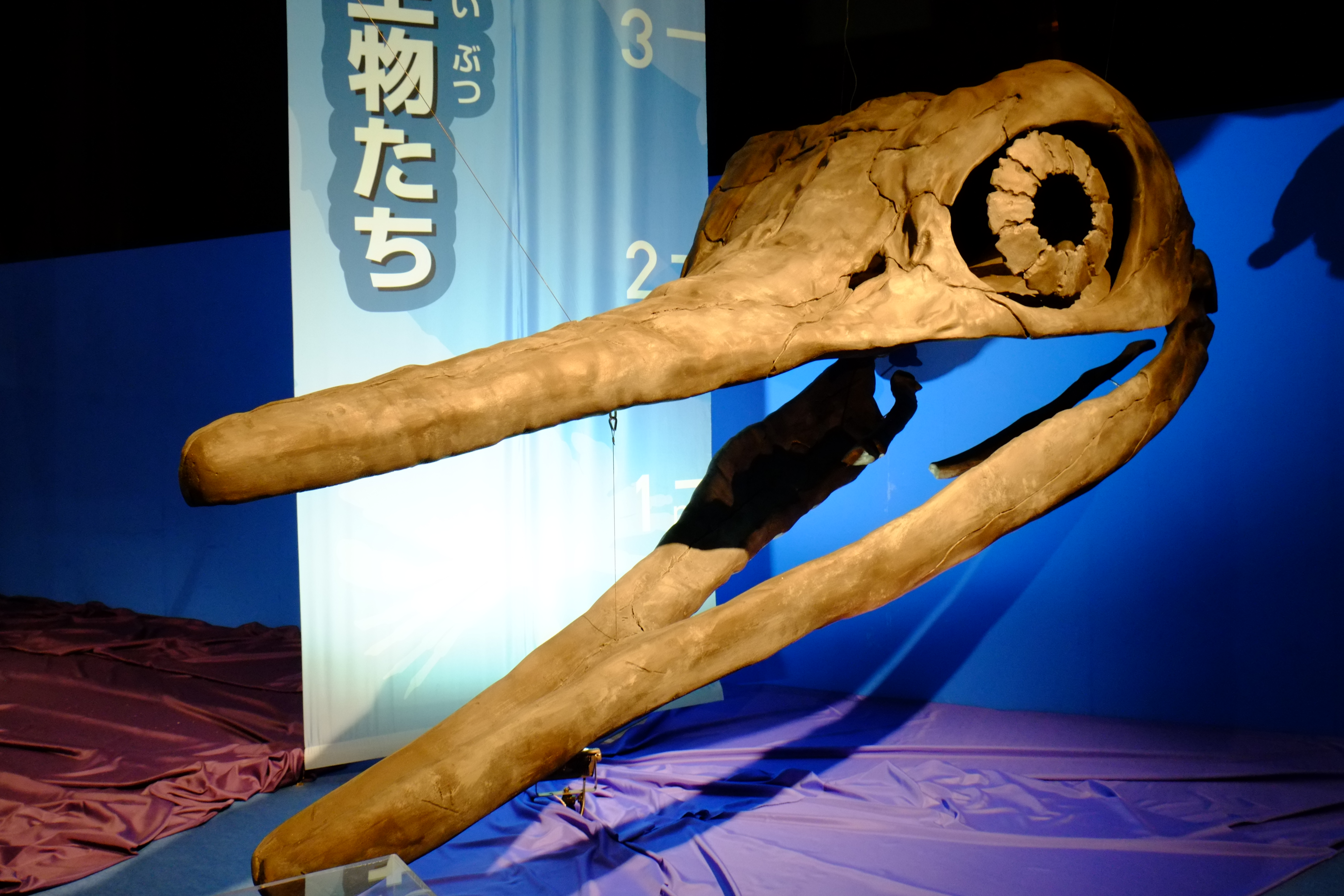
Restauration d'un crâne de Shonisaurus popularis.

Dans le Nevada, les restes de 37 Shonisaurus popularis ont été extraits des calcaires du Norien. Avec ses 15 mètres de long et son poids de 10 tonnes, il était le deuxième plus grand ichthyosaure ayant jamais existé, derrière Shonisaurus sikanniensis long de 21 mètres et pesant 20 tonnes. Il surpasse la taille de Cymbospondylus (long de 10 mètres et pesant 4 tonnes) et de Temnodontosaurus (long de 12 mètres et pesant 8 tonnes).
Il se nourrissait d'ammonites ou de grosses proies (bélemnites, crustacés ou poissons) et son corps hydrodynamique était « cétiforme » (en forme de baleine).
Ses fossiles ont été découverts en 1920 au Nevada dans la Montagne de Shoshone. Il a été décrit 56 ans plus tard, en 1976, par Charles Camp. 
Shonisaurus a un museau long et ses nageoires sont plus longues et plus étroites que celles des autres ichthyosaures. Il ne porte des dents qu'à l'extrémité de ses mâchoires et seulement chez les plus petits spécimens juvéniles. Ce caractère particulier pourrait correspondre à une branche latérale, relativement spécialisée, dans la lignée évolutive principale des ichthyosaures . Son corps est un peu plus rebondi que celui des autres reptiles marins.
Shonisaurus a longtemps été représenté avec un aileron dorsal et une queue en forme de croissant, une morphologie connue chez les  ichtyosaures plus évolués. Cependant aucun aileron n'a été observé chez les autres shastasauridés et aucune donnée fossile ne soutient cette hypothèse. La pointe supérieure de sa nageoire caudale était probablement moins longue que l'autre extrémité.
Il a été envisagé que Shonisaurus aurait attrapé ses proies soit par aspiration, soit en refermant sa bouche comme une guillotine pour les capturer, se nourrissant ainsi principalement de céphalopodes. Cette hypothèse a été réfutée par R. Motani et ses collègues en 2013 qui montrent que la morphologie de ses mâchoires n'est pas adaptée à ce comportement de prédation.
En 2002, des restes fragmentaires attribués à Shonisaurus popularis ont été décrits dans le nord-est de l'Italie.

### Shonisaurus sikanniensis

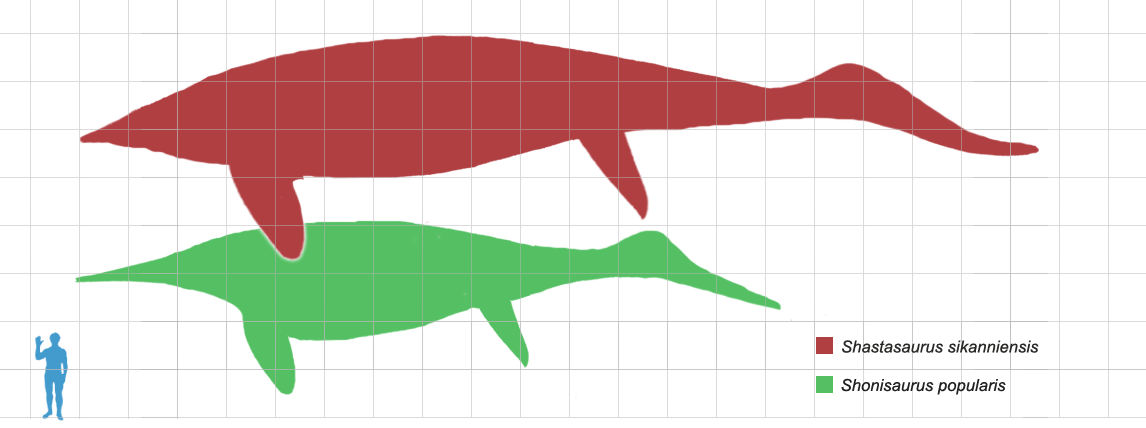
Comparaison de taille entre :
* Shonisaurus sikanniensis, ex-Shastasaurus sikanniensis (en rouge),
- Shonisaurus popularis (en vert).

En 2004, une nouvelle espèce de Shonisaurus a été découverte et décrite en Colombie-Britannique sous le nom de Shonisaurus sikanniensis considérée comme le plus grand ichthyosaure connu à ce jour. L'estimation de la longueur du squelette de Shonisaurus sikanniensis atteint 35 mètres ; il est considéré comme un des plus grands reptiles marins de tous les temps.
Cependant les paléontologues divergent quant à l'attribution de cet ichthyosaure soit au genre Shonisaurus, soit au genre Shastasaurus. 
En 2011, P. Martin Sander et ses collègues, placent les espèces Shonisaurus sikanniensis et Guanlingsaurus liangae dans le genre Shastasaurus. Cette proposition est rejetée par C. Ji et son équipe en 2013 et par D. R. Lomax et ses collègues en 2018.

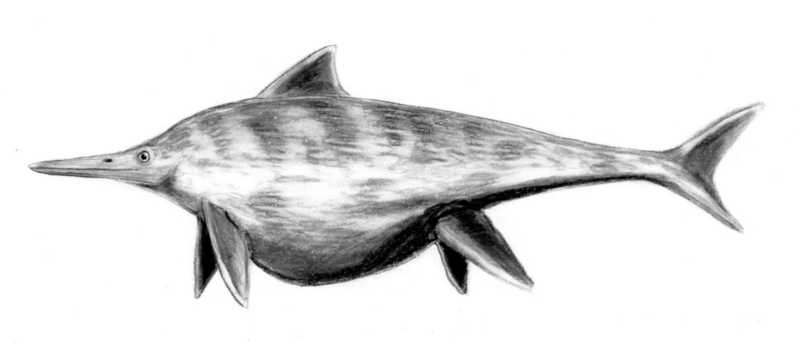
Reconstitution obsolète de Shonisaurus popularis, de forme très arrondie, avec un aileron dorsal et d'une queue en forme de croissant.
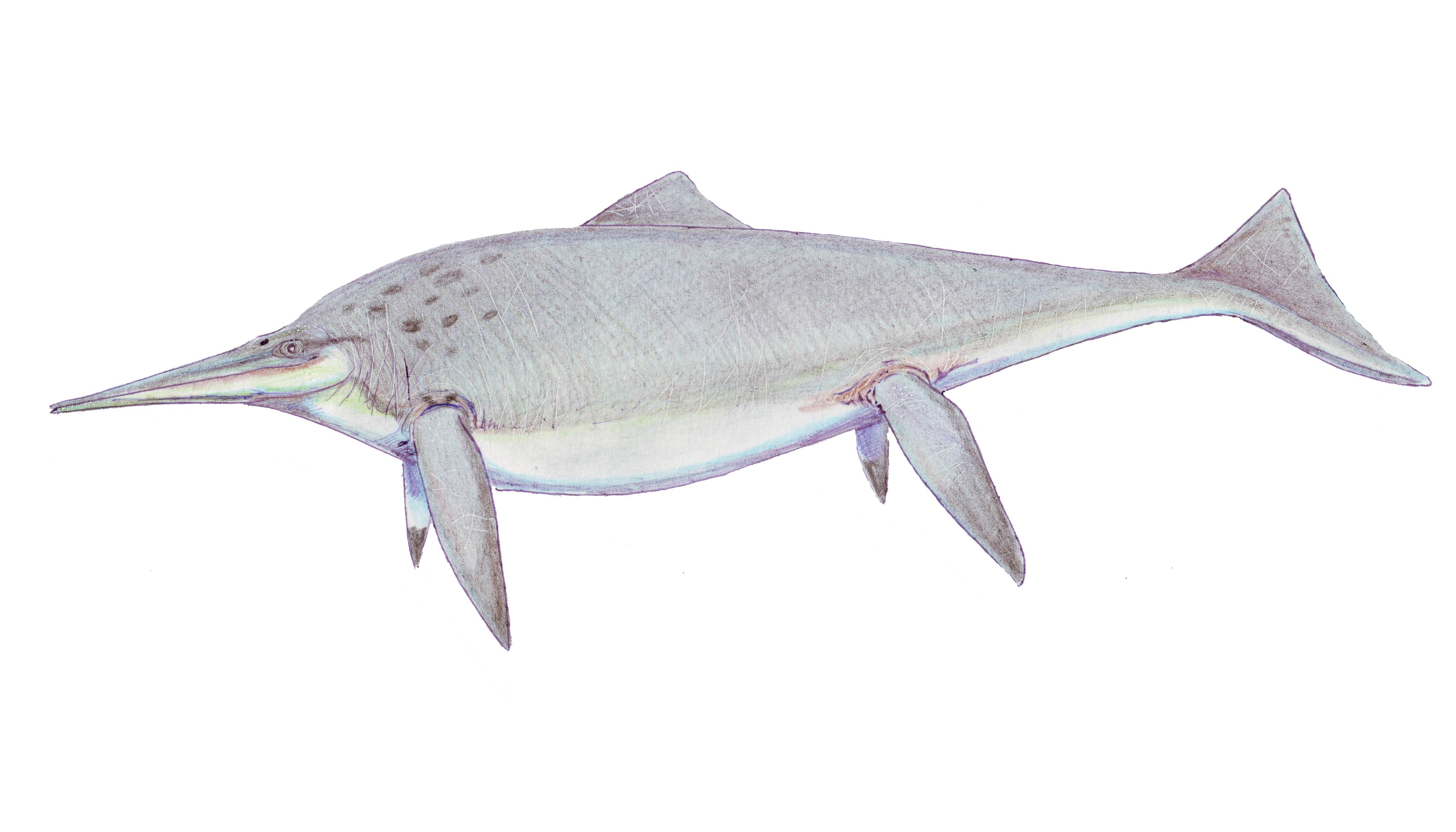
Reconstitution moderne de Shonisaurus popularis, plus allongé, sans aileron dorsal et avec une nageoire caudale plus simple.
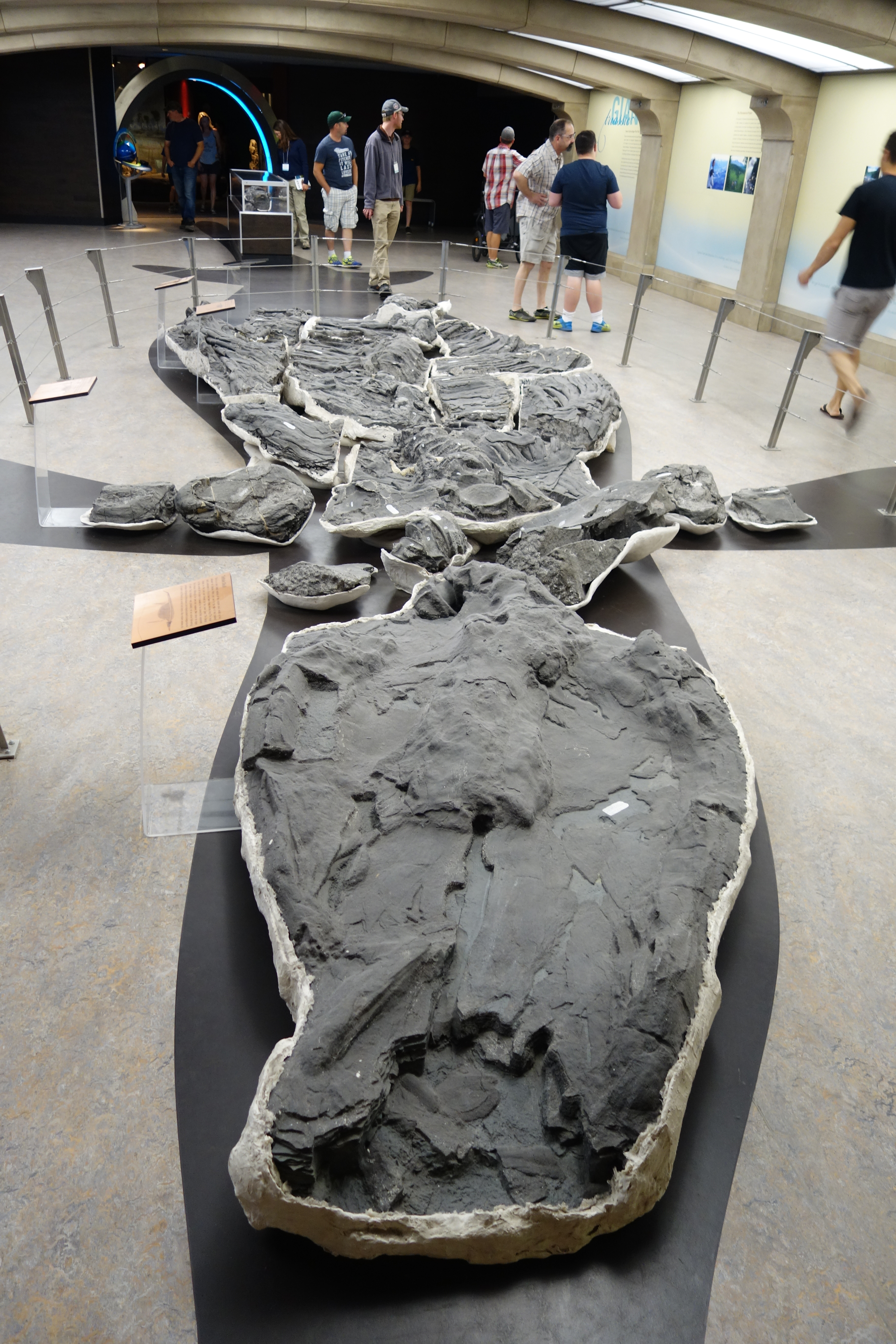
Fossile original de Shonisaurus sikanniensis au musée royal Tyrrell de paléontologie, Alberta (Canada).